# Marcel Slootmaeckers
Marcel Slootmaeckers (Niel, 21 januari 1904 – Hemiksem, 3 mei 1980) was een Belgisch componist, muziekpedagoog, dirigent, altviolist, klarinettist en muziekuitgever.

## Levensloop
Slootmaeckers' vader Louis Slootmaeckers was dirigent van verschillende amateur-korpsen. Hijzelf speelde klarinet vanaf veertienjarige leeftijd en werd in 1922 dirigent van De jonge muzikanten te Niel. Vanaf zijn veertiende verzorgde hij met begeleiding van stomme films en pianospel en zang tijdens de pauzes in de filmzalen. Marcel Slootmaeckers was ook dirigent van de Socialistische Zangkring "De Nielsche Volksstem" (1928). Hij studeerde aan het Koninklijk Vlaams Conservatorium in Antwerpen altviool, harmonie, contrapunt en fuga. Hij studeerde privé compositie en orkestratie bij Flor Alpaerts en viool bij Emile Chaumont.
Van 1929 tot 1967 was hij dirigent van De Dageraad te Hemiksem.
Als altviolist speelde hij in de orkesten van de Koninklijke Maatschappij voor Dierkunde en de Maatschappij der Nieuwe Concerten.
Later was hij docent aan het Koninklijk Vlaams Conservatorium in Antwerpen. Een van zijn leerlingen was Janpieter Biesemans. Slootmaeckers was directeur van de Gemeentelijke Muziekacademie van Hemiksem, die hij oprichtte. In Hemiksem was hij muziekleraar aan de Rijksmiddelbare school.
In 1969 ging hij met pensioen.

## Composities

### Werken voor orkest
- Symfonie in Es-groot
- Intermezzo in oude stijl
- Romanza in G, voor viool en orkest
- Treurzang voor altviool en orkest

### Werken voor harmonie- en fanfareorkest
- Chants de Fête
- Feestklanken
- Memlinc-Marche
- Penalty-March Nr. 1
- Rupelmars
- Vlaamse dans

### Muziektheater

#### Operettes
- Ik wil een man
- Incognito

### Vocale muziek
- Aan Vlaanderen, voor zangstem en piano - tekst: M. Coppens
- Kaartspel-Liefdespel, voor zangstem en piano - tekst: A. De Greef
- Kaatje, voor zangstem en piano - tekst: W. Gijssels

### Kamermuziek
- 1930 Elegie voor altviool en piano

## Publicaties
- Marcel Slootmaeckers: Solfège leerboek, 5 delen, Uitgave Sloetmackers, Niel